# Syntrita
Syntrita és un gènere d'arnes de la família Crambidae descrit per Paul Dognin el 1905.

## Taxonomia
- Syntrita fulviferalis (Dognin, 1912)
- Syntrita leucochasma (Hampson, 1912)
- Syntrita monostigmatalis (Dognin, 1912)
- Syntrita nimalis (Schaus, 1924)
- Syntrita prosalis (Druce, 1895)
- Syntrita umbralis Dognin, 1905